# Gerald Klatskin
Gerald Klatskin (* 5. Mai 1910 in New York City, New York; † 27. März 1986 in New Haven, Connecticut) war ein amerikanischer Hepatologe und Professor der Yale University. Sein wissenschaftliches Verdienst erstreckt sich auf die Entwicklung und Verfeinerung von Techniken zur Leberbiopsie, Beiträge zur Leberpathologie, vor allem bei Hepatitis, und auf die detaillierte Beschreibung und Charakterisierung hilärer Gallengangskarzinome, für die sich „Klatskintumor“ als synonyme Bezeichnung etabliert hat.

## Herkunft und medizinische Ausbildung
Gerald Klatskin war der Sohn russischer Einwanderer, die ab 1898 in den Vereinigten Staaten lebten und 1904 eingebürgert worden waren. Mit 16 Jahren erhielt er nach dem Abschluss der High School die Zulassung für die Cornell University, die er 1929 mit einem Bachelor of Arts abschloss. In diesem Studium entwickelte sich sein Interesse an histologischen Techniken. Im Anschluss an das Bachelorstudium nahm er am Weill Cornell Medical College das Studium der Medizin auf, das er 1933 als einer der besten Absolventen abschloss. Klatskin entschied sich dafür, seine ärztliche Ausbildung am Yale Hospital aufzunehmen, dem Universitätskrankenhaus der Yale University in New Haven, Connecticut, statt am Johns Hopkins Hospital in Baltimore, Maryland. Dies lag wohl darin begründet, dass ihm das kleinere New Haven besser gefiel. Von 1935 bis 1937 wirkte er an der University of Rochester im Bundesstaat New York, zunächst als chirurgischer Intern (Arzt in einer frühen Phase der Weiterbildung), dann als internistischer Resident (die nächste Stufe der ärztlichen Ausbildung in einem bestimmten Fach) und schließlich als Ausbilder. 1937 kehrte er an die medizinische Fakultät der Yale University zurück, wo er bis 1942 blieb. In diesem Jahr begann sein aktiver Dienst im Zweiten Weltkrieg, den er zunächst für zwei Jahre als medizinischer Offizier in Kalkutta in Britisch-Indien leistete. Hier geriet er in Kontakt mit Hepatitis und Amöben-Abszessen der Leber, die sein wissenschaftliches Interesse weckten. 1945 und 1946 verbrachte er am Schick Army Hospital in Iowa, wo er seine Studien der Leber fortsetzte. Er wurde dabei maßgeblich von Cecil Watson beeinflusst, der ihn in die gründliche und systematische Untersuchung der Leber einführte und mit einer Testbatterie zur Prüfung der Leberfunktion, damals als Hepatogramm bezeichnet, vertraut machte. Diese Tests wurden damals noch nicht in Yale verwendet, wobei man nur die Fette und Proteine im Blutserum für interessant hielt.

## Wissenschaftliches Wirken
Bei seiner Rückkehr nach Yale 1946 begann Klatskin, ein Leberlabor aufzubauen – mit dem Segen des Vorsitzenden (Chairman) Francis Gilman Blake, aber gegen den erklärten Widerstand des Laborleiters John Peters, der Klatskin aus den Räumlichkeiten seines Labors verbannte und mit Missachtung strafte. Der Start nach Klatskins erster Leberbiopsie in Yale 1947 war holprig: Sie fand acht Jahre nach der ersten in den Vereinigten Staaten durchgeführten Leberbiopsie statt und war die erste in Yale. Leberbiopsien wurden seit der ersten des Deutschen Paul Ehrlich 1883 vorgenommenen Leberbiopsie wegen der Risiken des Eingriffs nur zurückhaltend vorgenommen, der Bedarf dafür war wegen der im und nach dem Zweiten Weltkrieg grassierenden Hepatitis-Erkrankungen aber stark gestiegen. Allerdings wurde Klatskins erste Leberbiopsie vom pathologischen Institut wegen der geringen Menge gewonnenen Materials und schlechten Aufbereitung als gescheiterter Ansatz zur Leberdiagnostik beurteilt. Nach einigen Fehlschlägen gelang die Wende zum Besseren: Dies war maßgeblich Hazel Hubbel zu verdanken. Die Labortechnikerin verfeinerte die Probenaufbereitung und ermöglichte den langfristigen Erfolg des Labors, während Klatskin Verbesserungen der Entnahmetechnik unter anderem an der Biopsienadel entwickelte, um mehr Material zu gewinnen. Klatskin erarbeitete sich in den folgenden Jahren einen Ruf als Spezialist, der häufig bei unklaren Lebererkrankungen zu Rate gezogen wurde, die er durch genaue Erhebung der Krankengeschichte und mit Aufmerksamkeit für Details zu lösen vermochte. Ein wichtiges Arbeitsgebiet war auch die Präsentation und Dokumentation der angefertigten Leberproben. Klatskin hatte ein großes Interesse an Fotografie und fertigte im Lauf seines Lebens insgesamt rund 50.000 Aufnahmen von 10.000 Leberbiopsien auf Kodak Kodachrome an, zusammen mit detaillierten Angaben zu den jeweiligen Patienten und ihren Beschwerden. Diese Sammlung war weltweit die größte ihrer Art.
1948, dem Jahr seiner Ernennung zum Associate Professor an der Yale University, nahm er auch eine Stelle als Senior Consultant (spezialisierter Arzt in leitender Position) am Veteran’s Affairs Hospital in Newington, Connecticut, an. Dort traf er auf den Pathologen Raymond Yesner, mit dem er die Leberbiopsien begutachtete. Diese Zusammenarbeit schärfte Klatskins Verständnis der Leberpathologie. Yesner war es auch, der Klatskin auf ein kleines Adenokarzinom an der Vereinigung des rechten und linken Lebergangs aufmerksam machte. Klatskin sammelte und beschrieb 13 Fälle, die er 1965 veröffentlichte. In der Folgezeit setzte sich der Begriff „Klatskintumor“ für diese Form des Gallengangskarzinoms durch. Auch wenn Klatskin nicht als Entdecker dieser Erkrankung gelten kann, lieferte er ihre umfassendste Charakterisierung.
1957 wurde er regulärer Professor, 1978 emeritierte Klatskin.

## Leistungen
Neben der Beschreibung von Klatskintumoren gelten weitere wissenschaftliche Erkenntnisse als Verdienst Klatskins. Er konnte zeigen, dass das „Australia Antigen“ (HBs-Antigen der Hepatitis B) bei viraler Hepatitis mit einer chronischen Hepatitis in Verbindung steht. Er erkannte die prognostische Bedeutung des Ausmaßes eines akuten Leberzellschadens bei Hepatitis. Er wies auch die Verbindung zwischen dem Einsatz von Halothan und Leberschädigung nach. Außerdem entdeckte er die Doppelbrechung von Licht an Protoporphyrinen in der Leberbiopsie. Er wies den positiven Einfluss von Alkhoholkarenz auf den weiteren Verlauf alkoholbedingter Lebererkrankungen nach und dass einer alkoholischen Pankreatitis eine alkoholbedingte Hyperlipidämie vorausgeht. Er beschäftigte sich eingehend mit Granulomen der Leber und leistete einen großen Teil der wissenschaftlichen Literatur zu dem Thema.
Klatskin wurde 1952 zum ersten Träger des Francis Blake Awards der Yale University für herausragenden Studentenunterricht. Er erhielt 1957 als Erster einen Training Grant für Lebererkrankungen, ein Fördermittel zur Ausbildung wissenschaftlichen Nachwuchses. Die von ihm ausgebildeten Forscher (überwiegend Männer) wurden selbst zu prägenden Figuren der Hepatologie. Von seinen 47 Postdocs blieben 34 in der forschenden Medizin, 19 davon wurden selbst Professoren.

## Privatleben
Klatskin war zweimal verheiratet und hatte drei Kinder.